# Gouden Bocht

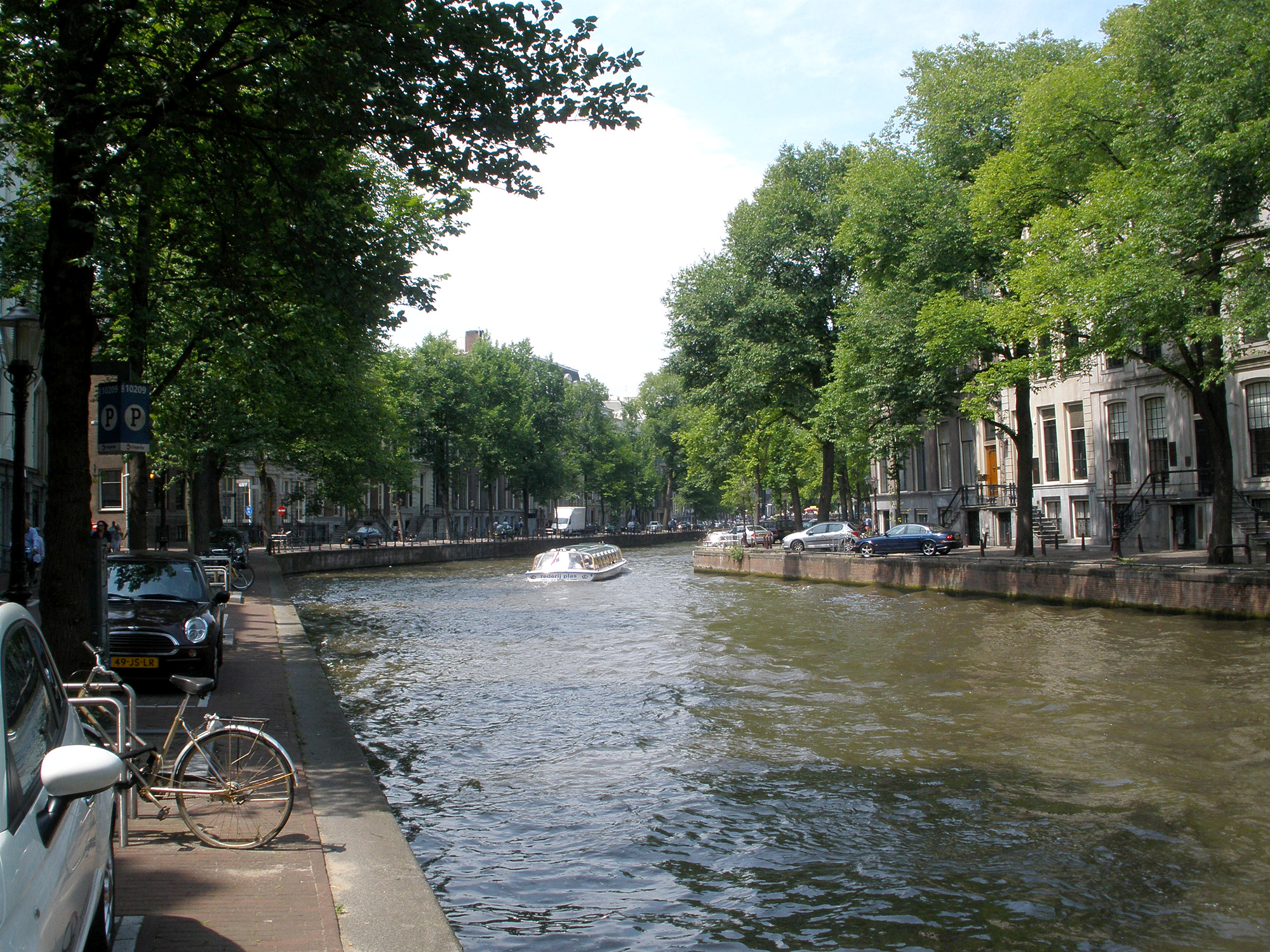
Il Gouden Bocht nel 2008

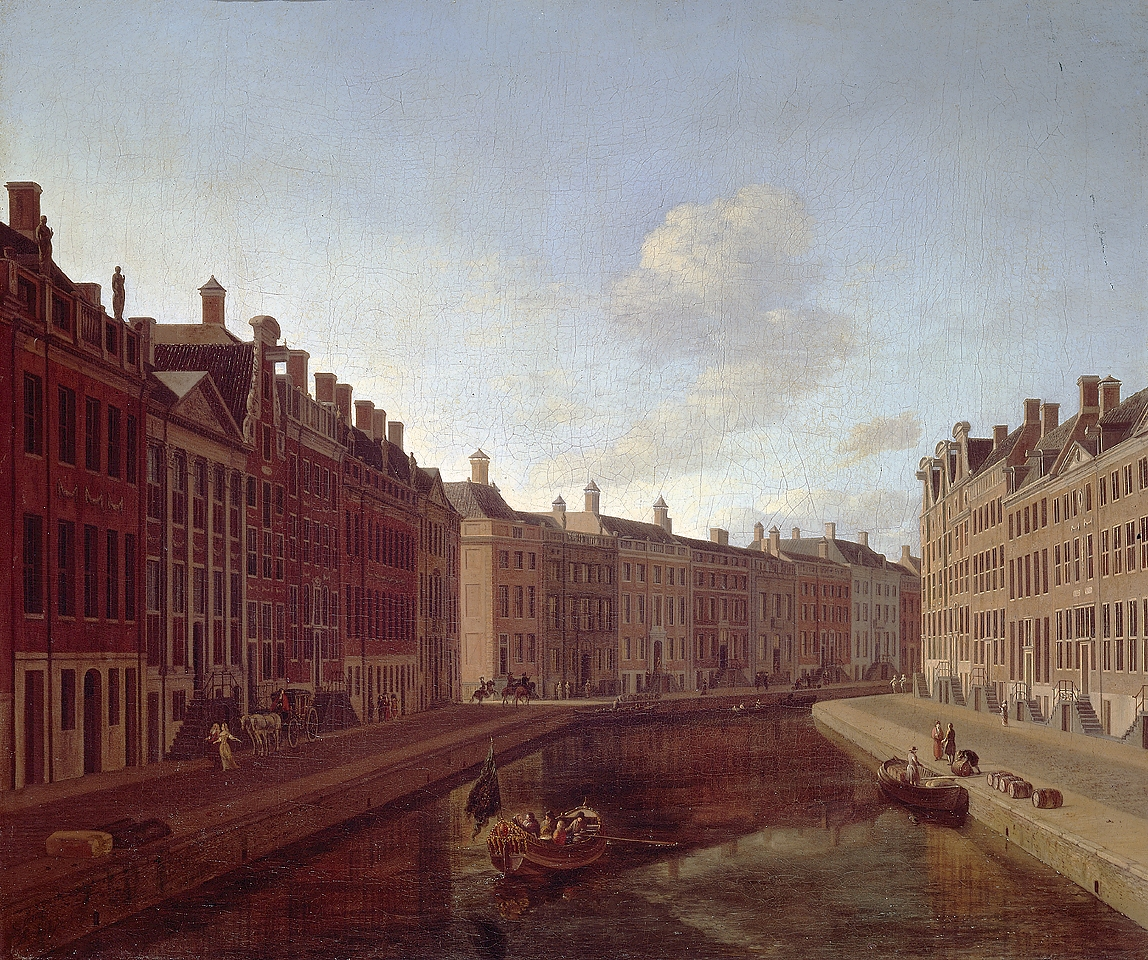
L'ansa dell'Herengracht ad Amsterdam, 1685, Gerrit Adriaenszoon Berckheyde

Il Gouden Bocht (in italiano Curva d'oro) è la parte più prestigiosa dell'Herengracht di Amsterdam, e si trova tra Leidsestraat e Vijzelstraat.
Fino al 1663 l'Herengracht arrivava fino all'attuale Leidsegracht. Da quell'anno in poi le fortificazioni intorno ad Amsterdam furono ampliate con l'allargamento dei canali dell'Herengracht, del Keizersgracht e del Prinsengracht. Gli scavi sul fiume Amstel terminarono nel giro di pochi anni e gli acquirenti sull'Herengracht furono incoraggiati ad acquistare due lotti per costruire palazzi più ampi. Nella curva, presso la Nieuwe Spiegelstraat, vivevano i cittadini più ricchi di Amsterdam, motivo per cui questa parte della Grachtengordel è stata chiamata la "Curva d'oro".
Al numero 446 si trova l'Huis van der Graeff costruito dal borgomastro Andries de Graeff nel 1672 e acquistato nel 2008 dagli stilisti Viktor & Rolf. Ai numeri 475 e 476 si trova la casa della famiglia De Neufville (1731), rinomata per avere le facciate più belle, mentre al numero 466, all'angolo della Nieuwe Spiegelstraat, si trova un edificio progettato da Philip Vingboons e che dal 1858 al 1926 ospitò l'ufficio della società commerciale olandese. 
Il Gouden Bocht è oggi popolato principalmente da banche e istituti finanziari, oltre ad alcune istituzioni culturali, come il Goethe Institute, e un piccolo museo privato, il KattenKabinet.